# 科林·伯德特
科林·伯德特（英語：Colin Burdett，1931年1月4日—2025年3月2日），澳大利亚男子篮球运动员。他曾随国家队参加了1956年夏季奥林匹克运动会男子篮球比赛，最终队伍获得第十二名。